# شركة الخليج للطاقة
شركة الخليج للطاقة ش.م.ع.م (GES)، وهي شركة تابعة لشركة خدمات الطاقة الوطنية المتحدة (NESR)، هي شركة خدمات حقول النفط في منطقة الشرق الأوسط وشمال أفريقيا. و تقع حاليًا في سلطنة عُمان ،تعتبر شركة الخليج للخدمات النفطية واحدة من أكبر شركات النفط في سلطنة عُمان،و التي تقدم حلول مبتكرة ديناميكية و أسرعهم نموًا في صناعة الطاقة ، ولها عمليات إضافية في الكويت،  والمملكة العربية السعودية والجزائر.

## التاريخ
في نوفمبر عام 2017، أعلنت شركة National Energy Services Reunited Corp. (NESR) و هي شركة مقدمي خدمات حقول النفط الوطنية في منطقة الشرق الأوسط ،و شمال أفريقيا ،و آسيا ،و المحيط الهادي ،ومقرها الولايات المتحدة أنها ستستحوذ على شركة GULF Energy SAOC، بالإضافة إلى شركة National Petroleum Services.  تم الانتهاء من عملية الاستحواذ في يونيو 2018.  
في نوفمبر 2019، افتتحت الشركة أول منشأة تصنيع لها لإكسسوارات الإسمنت والتغليف في سلطنة عُمان، وذلك لدعم عملياتها في البلاد. و تقدم الآن شركة الخليج للطاقة العديد من خدمات الإنتاج و خدمات الحفر و التقييم . و ترى الشركة أن من مهمتها "التزويد الرائد و المبتكر لحلول خدمات حقول النفط المتكاملة عالية الجودة في منطقة الشرق الأوسط و شمال أفريقيا".
تتعاون شركة الخليج للطاقة حاليًا مع جميع المشغلين الرئيسيين تقريبًا في سلطنة عمان، و ذلك لتطوير القدرات المحلية مع الشركاء المحليين بما في ذلك شركة تنمية نفط عمان (PDO)، وشركة أوكسيدنتال بتروليوم (OXY)، وشركة بي تي تي للاستكشاف والإنتاج (PTTEP)، وشركة ميدكو، وشركة بتروجاس إي آند بي ، وشركة دليل للبترول،و شركة نفط كويت ، وبتروتل عمان .